# Spiraea douglasii
Spiraea douglasii es una especie de arbusto perteneciente a la familia de las rosáceas. Es nativa de Norteamérica desde Alaska a través de Canadá y noroeste del Océano Pacífico. Se encuentra con mayor frecuencia en  tipos de hábitat ribereños, tales como pantanos, arroyos y marismas. Crece entre los juncos, las colas de caballo, los arándanos silvestres y otras especies de flora del pantano.

## Descripción
La planta es un arbusto que alcanza un tamaño de 1 a 2 metros de alto desde rizomas, formando densos matorrales de ribera Grandes inflorescencias de pequeñas flores de color rosa se producen en verano, más tarde cambian a oscuras y persistentes. Las hojas son dentadas hacia las puntas. Las partes inferiores son blancas con venas prominentes.
Esta planta se utiliza como ornamental en los jardines, donde crece mejor en lugares soleados y húmedos.

## Taxonomía
Spiraea douglasii fue descrita por William Jackson Hooker y publicado en Flora Boreali-Americana 1(4): 172, en el año 1832.
Sinonimia
subsp. menziesii (Hook.) Calder & Roy L.Taylor
- Spiraea douglasii var. menziesii (Hook.) C. Presl
- Spiraea douglasii f. menziesii (Hook.) Voss
- Spiraea menziesii Hook.[5]

var. roseata (Rydb.) C.L.Hitchc.
- Spiraea roseata Rydb.[6]